# К145

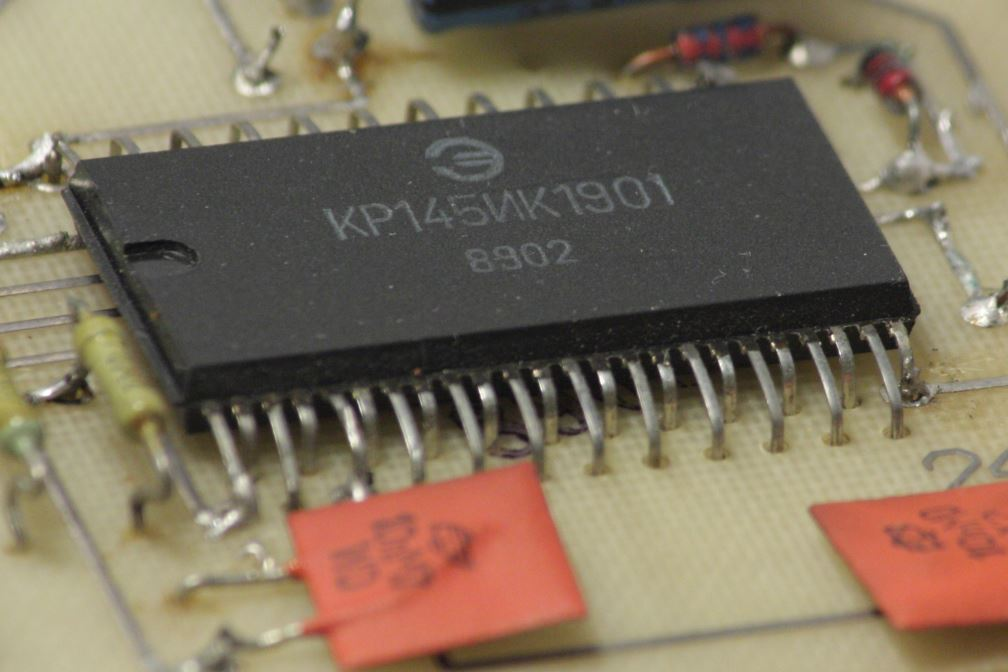
Микросхема КР145ИК1901 в радиоконструкторе «Старт 7231. Часы-будильник электронные»

Серия микросхем К145 — объединительная серия микросхем, выполненная с применением разнообразных технологий и назначения. Включает микросхемы для построения калькуляторов, электронных игр и других вычислительных и управляющих устройств технологического и бытового назначения.
Серия К745, используемая в основном в микрокалькуляторах, является бескорпусным вариантом К145.

## Микроконтроллеры К145 ВГ1, ИК5, ИК13, ИК18, ИК19
Однокристальные микроконтроллеры К145 ВГ1, ИК5, ИК13, ИК18, ИК19 представляют собой микро-ЭВМ последовательного действия, имеют малую потребляемую мощность, сравнительно высокую помехозащищённость и ориентированы на применение в быту. Сделаны по МОП-технологии p-типа. Используют уровень напряжения питания -15 или -27 В. Характерной особенностью является применение высокого уровня напряжения (0…-2 В) для логического нуля, и низкого (−8… −27 В) для логической единицы. 
- К145ИК5xx, К145ИК13xx — серия специализированных микроконтроллеров для построения микрокалькуляторов.
- К145ИК18xx — серия специализированных микроконтроллеров широкого применения.
- К145ИК19xx — основа для специализированных контроллеров с привязкой управляющих сигналов ко времени.

Отличаются друг от друга емкостью ОЗУ и ПЗУ, количеством портов ввода-вывода. Кроме того, у К145ИК19 имеется встроенный тактовый генератор и возможность отсчёта точного времени.

### К145ИК18
Микросхема К145ИК18 является базовой для семейства микросхем микроконтроллеров К145ИК18xx (xx — двузначное число, вариант прошивки), из которой изменением фотошаблонов (в процессе изготовления микросхем) получали различные специализированные варианты. Имеет в своей структуре: устройство управления, операционное устройство, устройство синхронизации.
Устройство управления состоит из: триггера для клавиатуры, регистра ветвлений, счётчика команд, ПЗУ команд, ПЗУ синхропрограмм, ПЗУ микрокоманд.
ПЗУ на 128 19-разрядных слов, содержащих поля: кода условного ветвления, кода операции (КОП, 5 бит), кода модификации синхропрограммы (КОМ, 3 бита).
Код операции вместе с кодом модификации синхропрограммы даёт часть адреса ПЗУ синхропрограмм, вторая же часть поступает из устройства синхронизации. Коды команд из ПЗУ синхропрограмм подаются на ПЗУ микрокоманд синхронно с передачей данных в ОЗУ. ПЗУ микрокоманд выдаёт управляющие сигналы (микрокоманды) для выполнения требуемых действий.
Операционное устройство хранит и обрабатывает исходную информации, формирует выходные управляющие сигналы Y1 — Y24 для внешних устройств. Операционное устройство имеет в своём составе:
- входной регистр
- сумматор
- регистр статуса (L) — перенос единицы в старшую тетраду, дополнительные параметры выбора адресации
- аккумулятор (S)
- два оперативных регистра (РгМ и РгR) — сдвиговые регистры с программно-управляемой разрядностью
- регистр адреса (РгА)
- матрица управляющих сигналов
- выходной регистр

Регистр адреса РгА и матрица управляющих сигналов нужны для считывания информации из регистра РгR и её преобразования в коды входных управляющих сигналов для входного и выходного регистров.
Предназначение устройства синхронизации — формирование временны́х интервалов B1—B4, E1—EЗ, D1—D12 и привязки ко времени всех процессов обработки данных. Состоит из трёх последовательных кольцевых счётчиков на базе динамических сдвиговых регистров. Имеется вход для синхронизации от внешних устройств.

### К145ИК19
Микросхема К145ИК19 — базовая для семейства К145ИК19xx. Её структура подобна К145ИК18, так как содержит почти те же самые блоки. Используется для решения задач, в которых необходима привязка управляющих сигналов ко времени.
Объём ПЗУ программ 128 двадцатиразрядных слов, стандартных команд для арифметико-логического устройства. Каждое слово имеет:
- трехразрядное поле кода условного перехода
- семиразрядный код адреса следующей команды
- адреса ПЗУ синхропрограмм
- код модификации синхропрограммы. Постоянное запоминающее устройство

Устройство синхронизации содержит:
- тактовый генератор прямоугольных импульсов Ф1 — Ф4 с возможностью подключения времязадающих RC-цепей или внешнего кварцевого резонатора 32768 Гц (в силу чего скорость обмена с памятью равна 32768 бит/с).
- двоичный счетчик для формирования временны́х последовательностей синхронизирующих импульсов Е1—ЕЗ, D1—D4.

### Назначение микроконтроллеров серии К145ИК18 и К145ИК19 с различными прошивками
Микросхемы применялись в контрольно-измерительной аппаратуре, вычислительной технике, бытовой технике, автомобильной электронике, медицинской технике, электронных часах и т. п.:
- К145ИК1801 — в контрольно-измерительных комплексах на базе К145ИК5 и К745ИК13 (Электроника МК-46, МК-64, МС 1103, МК-52 - К745ИК1801) - контроллер сопряжения вычислительных средств с датчиками контрольно-измерительного комплекса[1]
- К145ИК1802 — управление печатающим устройством типа DK-278 в микрокалькуляторах на базе К145ИК508 (Elwro 330)
- К145ИК1803 — для устройств ввода-вывода, сопряжение с запоминающими устройствами и с Электроника-60
- К145ИК1805 — для управления устройством термопечати «Электроника УТП-15» в составе программируемых микрокалькуляторов
- К145ИК1807 — одна из наиболее универсальных больших интегральных схем в семействе К145ИК18. Предназначалась для управления бытовыми приборами — стиральными машинами, холодильниками, микроволновыми печами и т. п. Имеет возможность управления работой внешних устройств с заданием времени включения-выключения и с учётом состояния программно-контролируемых датчиков[3].

К145ИК1807 имеет 48 выводов, из которых 15 используются как входы и 24 — как выходы. Вход 20 внешней коммутации (ВК) требует подачи на него синхронизирующих импульсов частотой 50 Гц сети переменного тока. Для программирования использовался «Программатор ПУ-07»..
Выполнена в корпусе 244.48-5, содержит 12417 интегральных элементов. Номинальное напряжение питания −27 В ± 5 %. Выходное напряжение низкого уровня на управляющих выходах не более −1 В, на выходах СИ, Рг, ВК не более −2 В. Напряжение высокого уровня на управляющих выходах не менее −2,5 В, на выходах СИ, Рг, ВК не выше −9,5 В. Динамический ток потребления (то есть, ток потребления в режиме переключения на рабочей частоте) не более 2 мА. Входная ёмкость не более 10 пФ.
- К145ИК1808 — функциональный программируемый преобразователь - обработка и контроль уровня аналоговых сигналов в периферийных устройствах[1]
- К145ИК1901 — популярная микросхема электронных часов, работа в реальном масштабе времени, в режиме таймера. На базе интегральной схемы микроконтроллера К145ИК1901 (вариант микросхемы К145ИК19 с прошивкой 01) можно построить: электронные часы, таймеры, блоки в составе бытовой аппаратуры для включения-выключения устройств в моменты, задаваемые программой.
- К145ИК1905 — в приставках к телефонным аппаратам
- К145ИК1906, К145ИК1913, К145ИК1914 — для управления лентопротяжным механизмом магнитофона
- К145ИК1907, К145ИК1908, К145ИК1909 — таймеры-программаторы, позволяющие задавать определенную временну́ю последовательность управляющих сигналов в зависимости от входной информации. Поддерживаются подпрограммы и в режим автоматического останова. Например, К145ИК1909 применялся для автоматизации обработки фотоплёнки и фотопечати (например, реле времени РВ-01)
- К145ИК1910 — для систем регулирования, для поддержки заданного значения некоторой величины (требует внешнего запоминающего устройства, компаратора, ЦАП).
- КР145ИК1911 — аналог КР145ИК1901 в 40-пиновом корпусе.
- К145ИК1915 — в электропроигрывателе
- К145ИК1916 — для управления самоходными системами, роботами, электронными игрушками